# Miracle (песня Hurts)
«Miracle» (с англ. — «чудо») — сингл британского дуэта Hurts, который был выпущен 10 марта 2013 года, за день до выхода альбома Exile. Премьера песни состоялась на радиостанции BBC Radio 1 4 января 2013 года. С 12 февраля 2013 года трек доступен для скачивания на iTunes и с 11 января 2013 года в ряде европейских стран. В Германии вместо него был выпущен сингл с ремиксом «Robots Don’t Sleep Remix». Мини-альбом с ремиксами вышел 1 марта 2013 года.

## Видеоклип
Клип снимался в Колиндэйл, Лондон. Выпуск клипа состоялся 4 февраля 2013 года.
В клипе режиссёр Favourite Colour: Black — имя режиссёра рекламных роликов Криса Тёрнера (англ. Chris Turner) использует для своих видео-проектов — соединяет широкоэкранный синти-поп-группы с темным и драматическим путешествием по пост-апокалиптическому торговому центру, усеянному религиозными образами и бесстрашными полуодетыми танцовщицами, заканчивающееся на крыше с похожим на хэштэг логотипом Hurts в огне. Эта версия видеоклипа позже была удалена. Официальный клип был размещен на официальном канале Hurts Vevo 28 февраля, очень отличающийся от первой выпущенной версии.
- Артист (Artist): Hurts
- Название (Title): Miracle (Sony Music)
- Режиссёр (Director): Chris Turner (Favourite Colour: Black /// Hungry Man Productions)[4]
- Оператор (DoP): August Jakobsson
- Продюсер (Producer): Thalia Murray
- Выпускающая компания (Production Company): Stable London
- (Production Manager): Phoebe Matheson
- Первый помощник режиссёра (1st AD): Barry Coldham
- Второй помощник режиссёра (2nd AD): Tom Kelly
- Первый помощник оператора (Focus Puller): Gavin Macarthur
- (Phantom Tech): Jason Berman @ Love High Speed
- Помощник телеоператора (Camera Assistant): Christian Swain & Jackson Wardle
- (Grip): Daniel Essex
- (Gaffer): Jason Reynier
- (Electricians): Dave Tyler & Dan Tyler
- Художник-постановщик (Art Director): Rob Nicholls
- Художник по костюмам (Costume Designer): David Hawkins (Frank Agency)
- Гример (Make-up Artist): Lucy Flower, Morgan Defre
- Парикмахер (Hair Stylist): Alex James Fairburn, Nicola Hamilton
- Украшения для головы (Head Pieces): Tamara Walsh
- Хореография (Choreography): Paul Roberts
- Редактор (Editor): Mark Whelan
- (Grade): Matt Turner (Absolute)
- (Post): (Absolute)
- (Director’s Rep): FreeAgent UK[5]
- (Commissioner): Daniel Millar

## Список композиций
- iTunes сингл — Цифровая дистрибуция

1. «Miracle» — 3:44

- Miracle (Robots Don’t Sleep Remix) — iTunes сингл

1. «Miracle (Robots Don’t Sleep Remix)» — 3:41

- Miracle (Remixes) — iTunes EP[6]

1. «Miracle» — 3:44
2. «Miracle (BURNS 50Hz Version)» — 4:47
3. «Miracle (Breakage’s an Inferior Titles Moment Remix)» — 5:06
4. «Miracle (Russ Chimes Remix)» — 4:32
5. «Miracle (ATATIKA’s 'Miraculous' Remix)» — 5:44

- Miracle (UK Remixes) — iTunes EP[7]

1. «Miracle» — 3:44
2. «Miracle (BURNS 50Hz Version)» — 4:47
3. «Miracle (Breakage’s an Inferior Titles Moment Remix)» — 5:06
4. «Miracle (Russ Chimes Remix)» — 4:32
5. «Miracle (Kill FM Remix)» — 5:11
6. «Miracle (∆T∆TIK∆'s 'Miraculous' Remix)» — 5:44

## Коллектив
- Hurts — клавишные, слова, музыка, программирование, продюсирование
- Тео Хатчкрафт; — вокал
- Adam Anderson — клавишные, гитара
- Pete Watson — фортепиано, бас-гитара
- Paul Walsham — ударные
- Wil Malone — дирижёр, аранжировщик
- Dan Grech-Marguerat — звукоинженер, продюсирование
- John Barclay, Tom Rees-Roberts — труба
- Duncan Fuller — помощник звукорежиссёра
- Laurence Davis, Richard Watkins, Simon Rayner — валторна
- Andy Wood, Richard Edwards — тромбон
- Jakob Hermann — звукорежиссёр, гитара
- Spike Stent — микс-инженер
- David Emery — помощник звукорежиссёра,
- Ted Jensen — инженер мастеринга[8]

## Чарты и статус сингла
| Chart (2013)                               | Лучшая позиция |
| ------------------------------------------ | -------------- |
| Австрия (Ö3 Austria Top 40)                | 45             |
| Бельгия/Фландрия (Ultratip Bubbling Under) | 6              |
| Германия (GfK)                             | 23             |
| Венгрия (Rádiós Top 40)                    | 19             |